# Riekoperla karki
Riekoperla karki är en bäcksländeart som beskrevs av Mclellan 1971. Riekoperla karki ingår i släktet Riekoperla och familjen Gripopterygidae. Inga underarter finns listade i Catalogue of Life.